# Босманс, Хенри
Хенри Босманс (нидерл. Hendrik Nicolaas Bosmans; 17 февраля 1856, Гаага — 9 августа 1896, Амстердам) — нидерландский виолончелист. Муж Сары Бенедиктс, отец Генриетты Босманс.
Сын музыканта. Окончил Гаагскую консерваторию, ученик Йозефа Гизе. В 1873 г. дебютировал в составе одного из нидерландских оркестров, сменил несколько коллективов, пока в 1888 г. не поступил в Оркестр Консертгебау, солистом которого оставался до конца жизни. В качестве камерного музыканта нередко выступал в ансамбле со своей женой, излюбленным номером их репертуара была Соната для виолончели и фортепиано Эдварда Грига (однажды Босмансу довелось исполнить её в сопровождении автора). Регулярно выступал также с исполнением Сюиты Иоганна Себастьяна Баха BWV 1012 для пятиструнной виолончели, по заказу Босманса для этого был изготовлен специальный инструмент. Среди других музыкантов, в ансамбле с которыми Босмансу нередко случалось играть, — Юлиус Рёнтген, Виллем Кес, Йозеф Крамер, Кристиан Тимнер. С 1884 г. был профессором виолончели в Амстердамской консерватории.